# Жолт Детре
Жолт Детре (угор. Zsolt Detre, 7 березня 1947) — угорський яхтсмен.
Бронзовий призер Олімпійських Ігор 1980 року в класі Летючий голандець.